# 아네트 콘타베이트

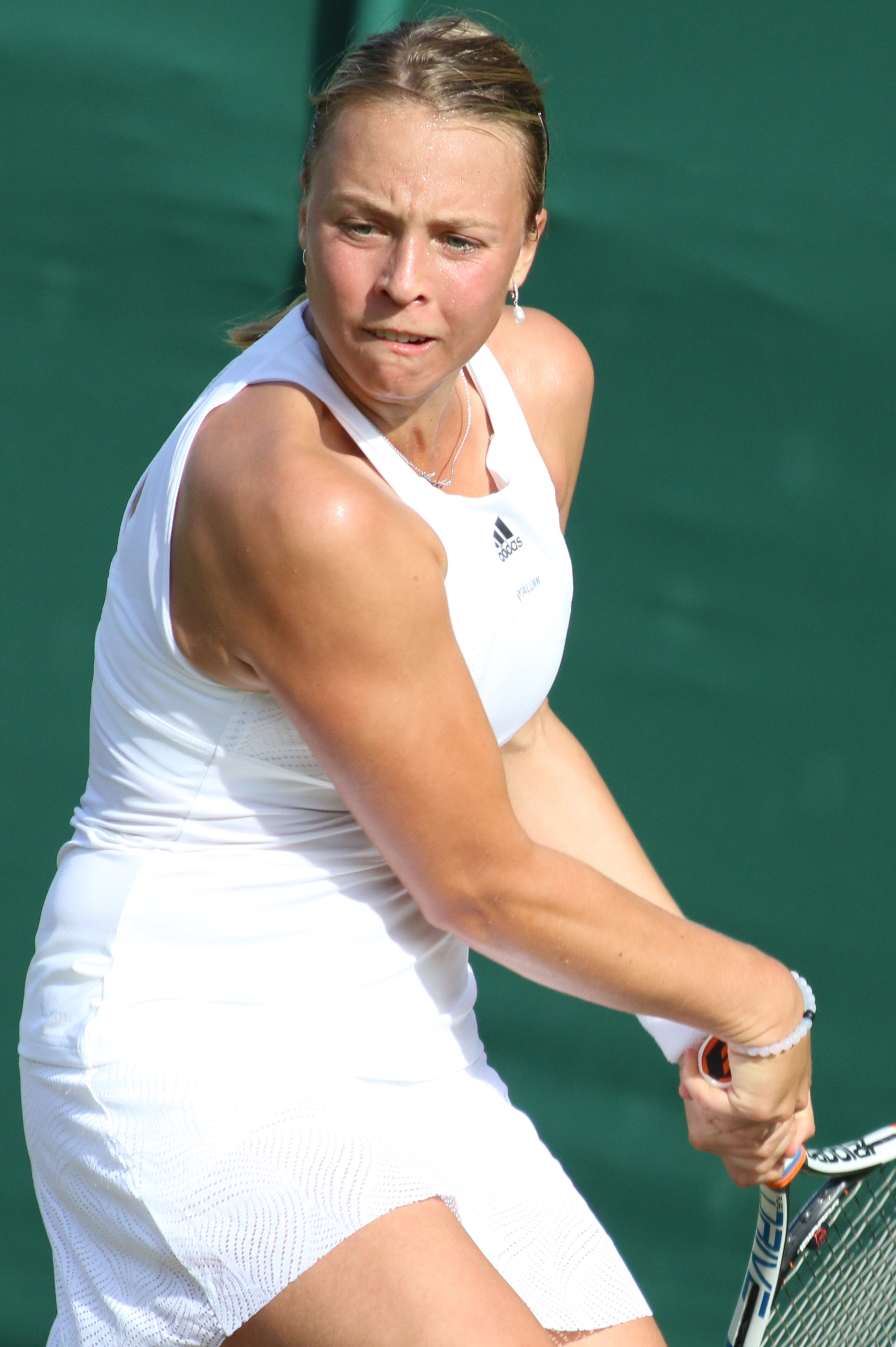
2017년 윔블던 선수권 대회에서의 콘타베이트 선수

아네트 콘타베이트(에스토니아어: Anett Kontaveit, 1995년 12월 24일 ~)는 에스토니아의 프로 테니스 선수이다. 탈린 출신이다. 2017년 현재 세계 랭킹 27위이다.